# Страмниця (Західнопоморське воєводство)
Страмниця (пол. Stramnica, нім. Alt Tramm) — село в Польщі, у гміні Колобжеґ Колобжезького повіту Західнопоморського воєводства.
Населення — 558 осіб (2011).

## Демографія
Демографічна структура станом на 31 березня 2011 року:
|          | Загалом | Допрацездатний вік | Працездатний вік | Постпрацездатний вік |
| -------- | ------- | ------------------ | ---------------- | -------------------- |
| Чоловіки | 268     | 47                 | 206              | 15                   |
| Жінки    | 290     | 57                 | 179              | 54                   |
| Разом    | 558     | 104                | 385              | 69                   |